# Aluminium(I)-fluorid
Aluminium(I)-fluorid ist eine anorganische chemische Verbindung des Aluminiums aus der Gruppe der Fluoride. Die Verbindung konnte in dem Stern IRC+10216 nachgewiesen werden.

## Gewinnung und Darstellung
Aluminium(I)-fluorid kann durch Reaktion von Aluminium mit Aluminium(III)-fluorid bei Temperaturen über 800 °C gewonnen werden.
{\displaystyle \mathrm {2\ Al+AlF_{3}\longrightarrow 3\ AlF} }

## Eigenschaften
Aluminium(I)-fluorid ist instabil und disproportioniert unter Normalbedingungen zu Aluminium und Aluminium(III)-fluorid.